# Aloe tororoana
Aloe tororoana é uma espécie de liliopsida do gênero Aloe, pertencente à família Asphodelaceae.